# Celtic Kings: The Punic Wars
Celtic Kings: The Punic Wars (Nemesis of the Roman Empire en version américaine) est un jeu vidéo de stratégie en temps réel (STR) développé par Haemimont Games et publié sur PC le 25 mars 2004.  Le jeu reprend les principes de base du précédent volet de la série, Celtic Kings: Rage of War mais prend place durant les guerres puniques, le joueur pouvant incarner les carthaginois et les romains mais aussi les gaulois ou les ibères,.

## Accueil
| Celtic Kings : The Punic Wars |      |       |
| Média                         | Pays | Notes |
| Computer Gaming World         | US   | 2.5/5 |
| Gamekult                      | FR   | 4/10  |
| GameSpot                      | US   | 80 %  |
| Jeuxvideo.com                 | FR   | 13/20 |
| PC Gamer UK                   | GB   | 57 %  |